# Puccinia campanulae
Puccinia campanulae är en svampart som beskrevs av Carmich. 1836. Puccinia campanulae ingår i släktet Puccinia och familjen Pucciniaceae.   Inga underarter finns listade i Catalogue of Life.